# Biserica romano-catolică din Fratelia, Timișoara
Biserica Sfântul Iosif este o biserică romano-catolică din cartierul Fratelia din Timișoara.

## Istoric

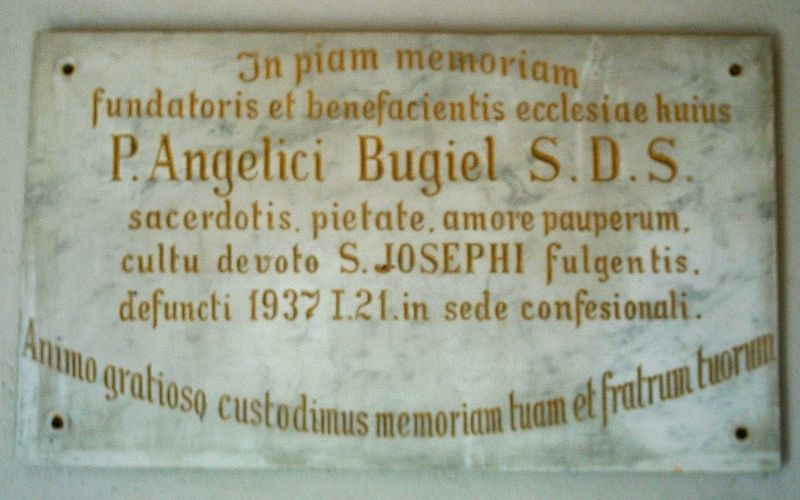
Placa memorială

Parohia romano-catolică din Fratelia a fost înființată în anul 1922. Biserica a fost construită între anii 1926-1930, pe vremea parohului salvatorian Angelicus Bugiel. Piatra de temelie a bisericii romano-catolice a fost pusă în prezența vicarului general de atunci, István Fiedler, devenit ulterior episcop romano-catolic de Oradea și Satu Mare. Consacrarea bisericii a fost făcută în 6 iulie 1930 de către episcopul Augustin Pacha. 
În 1944, în timpul celui de-Al Doilea Război Mondial, edificiul a suferit pagube. Armata Roșie a instalat în biserică o centrală telefonică și în turnul acesteia a fixat un punct militar de observație, iar din cauza tirurilor de artilerie, acoperișul acesteia a fost avariat.

## Descriere
Biserica, amplasată la intersecția străzilor Ana Ipătescu, Victor Hugo și Chișodei, este cunoscută și sub numele de Fratelia A, deoarece mai există o mică biserică romano-catolică cu numele de Fratelia B. Este construită în stil neogotic după planurile arhitectului Elemér Makai.

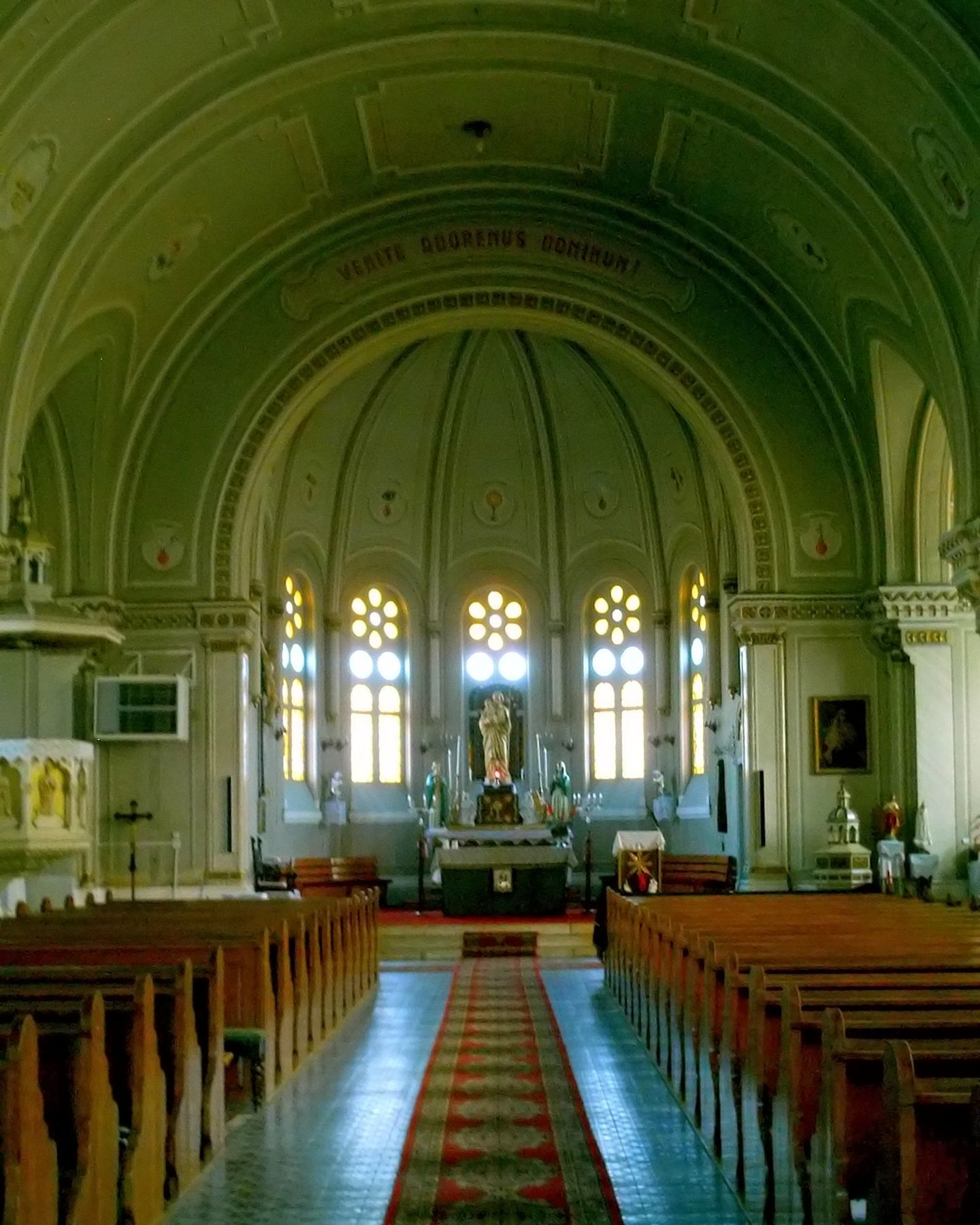
Interiorul bisericii

Biserica are o lungime de 43 m și o lățime de 13 m. Înălțimea turlei este de 34 m. Clopotele au fost executate în 1930 de firma Novotny din Timișoara.
Altarul principal este ornamentat cu o statuie de lemn a Sfântului Iosif, patronul bisericii. Ferestrele sunt in arc in stil romanic, din sticla alba si galbenă, culorile Sfântului Scaun.
În anii 1970 biserica a fost renovată, atât în interior cât și în exterior, zugrăvelile fiind opera maistrului timișorean, originar din Fratelia, Jakob Hahn senior. În anul 1977 biserica a primit de la Viena un ceas electric, donație din partea organizației Caritas din Freiburg. În 1978 interiorul bisericii a fost transformat după prevederile conciliului Vatican II.

## Imagini

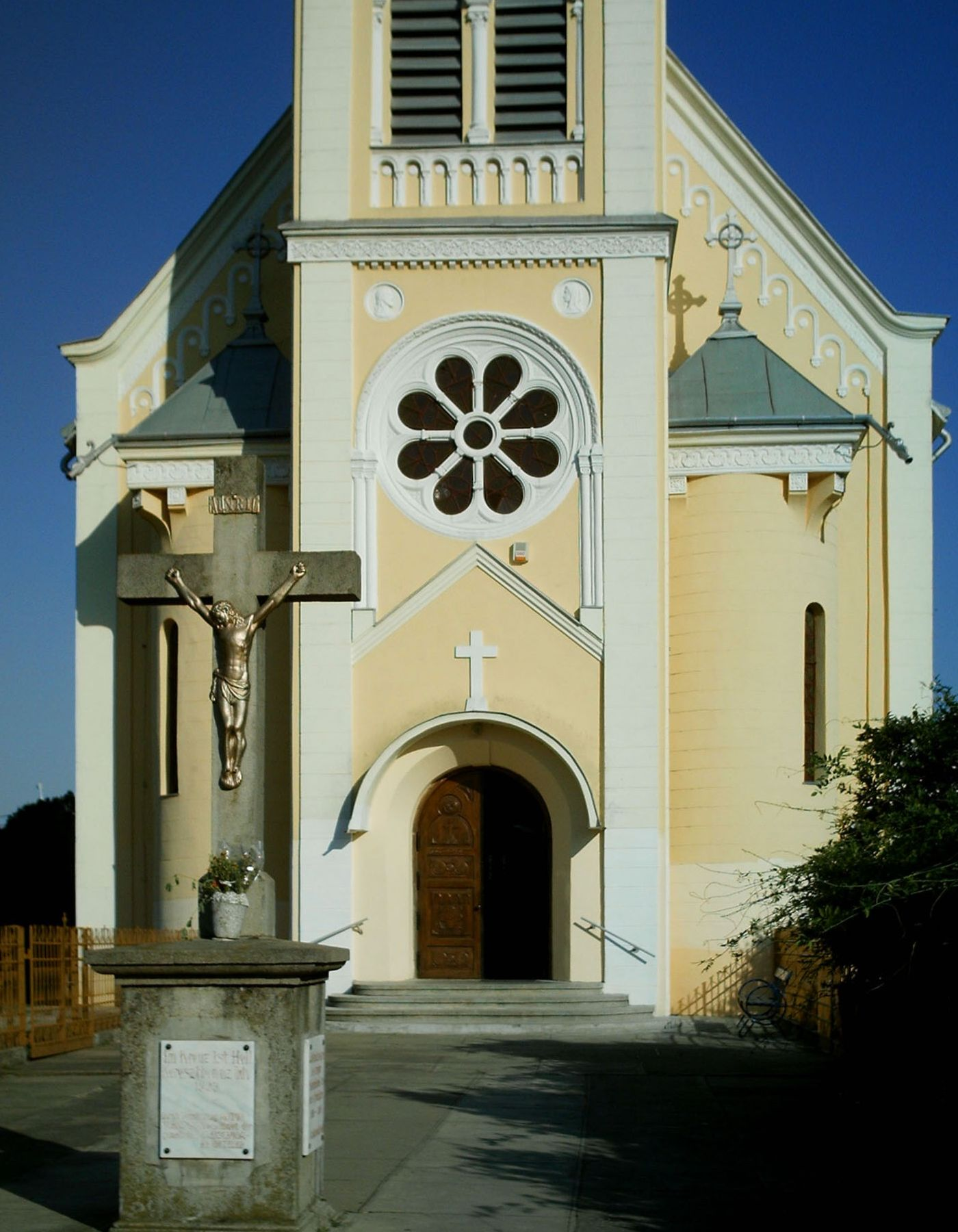
Fațada
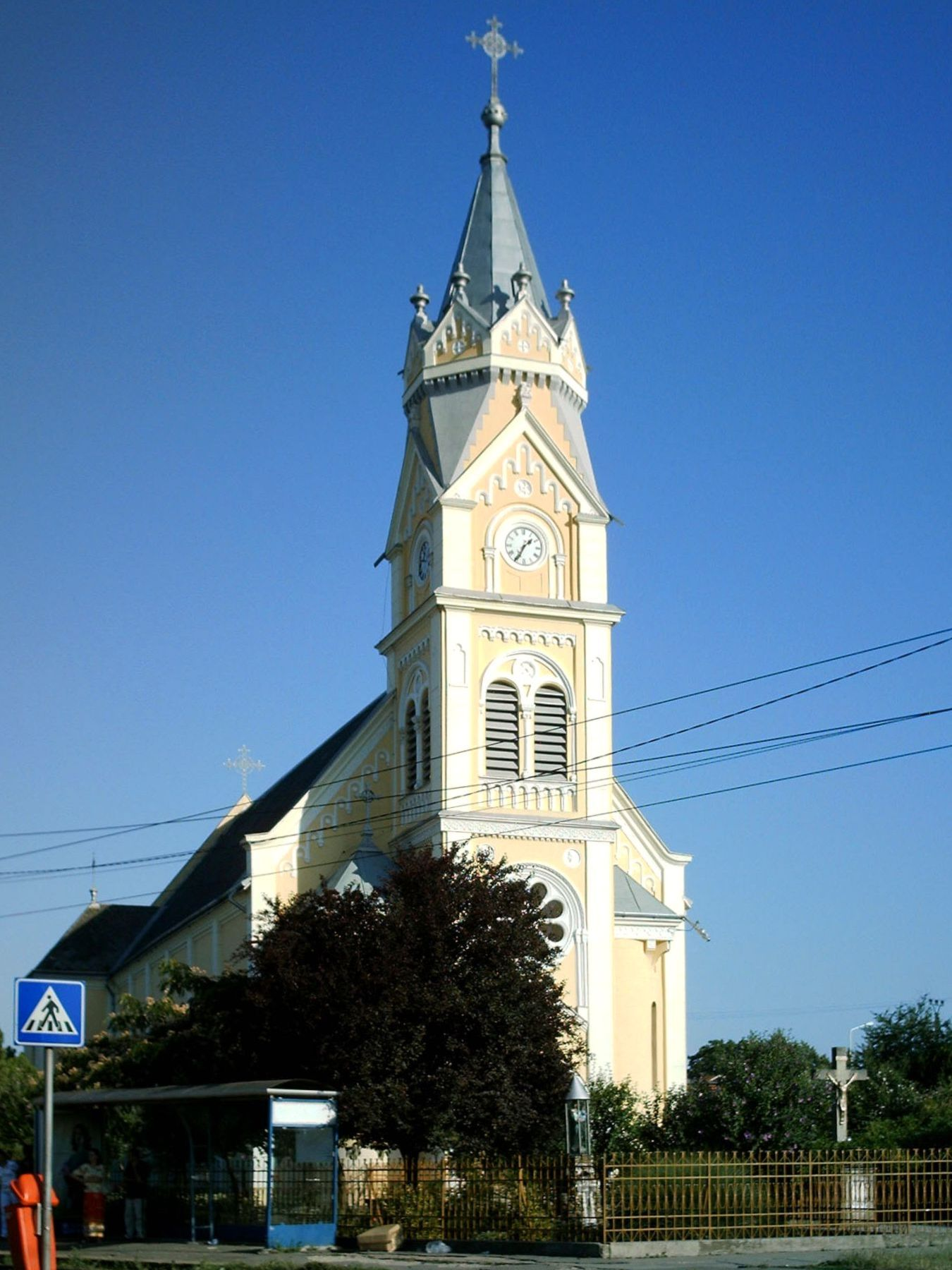
Vedere
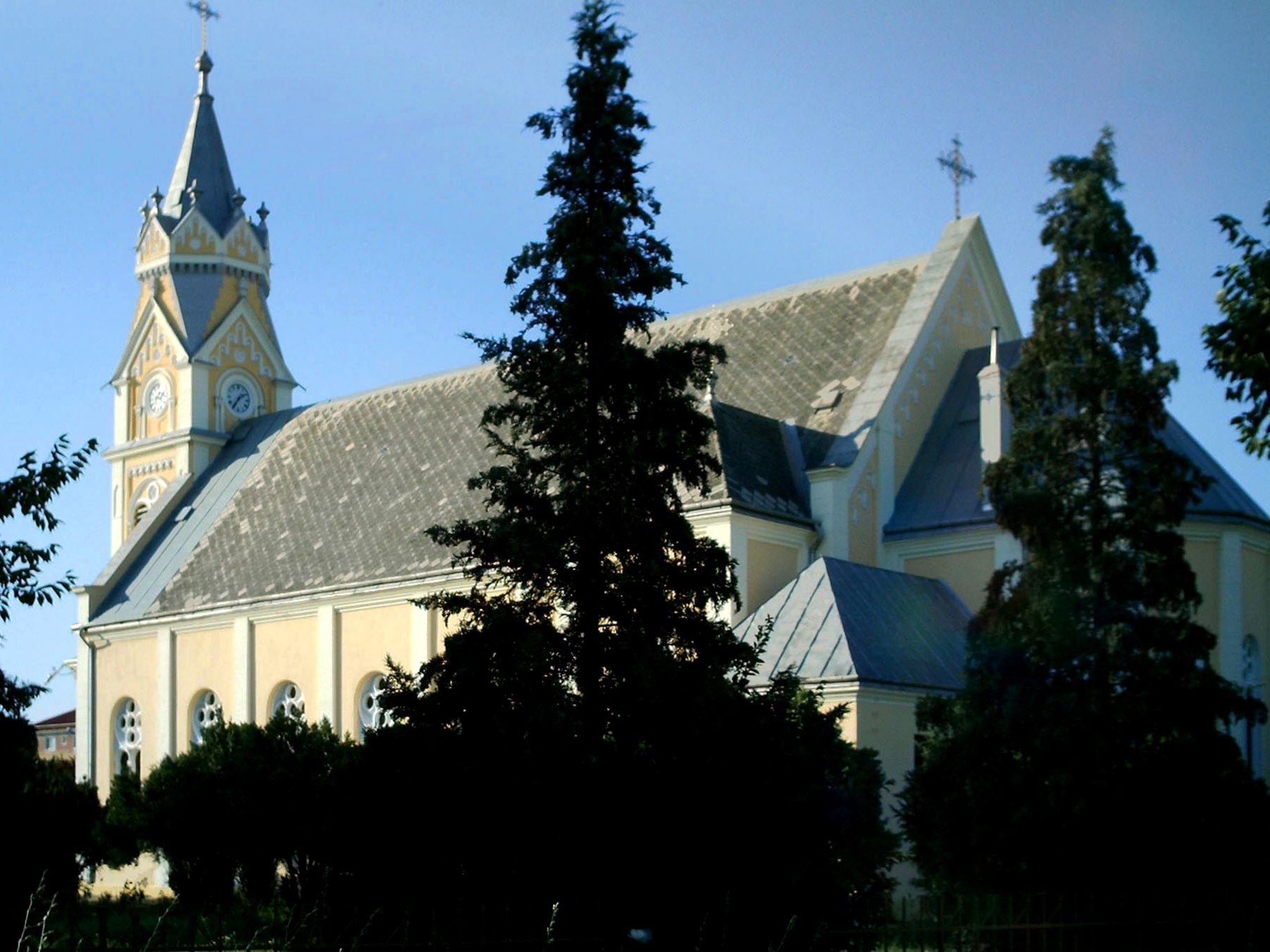
Vedere din spate